# Херич, Давид
Давид Херич (венг. Dávid Hérics; 6 августа 1993, Дьёр) — венгерский гребец-байдарочник, выступает за сборную Венгрии по гребле на байдарках и каноэ начиная с 2013 года. Чемпион мира, двукратный бронзовый призёр мировых первенств, победитель многих регат национального и международного значения.

## Биография
Давид Херич родился 6 августа 1993 года в городе Дьёр, медье Дьёр-Мошон-Шопрон.
Первого серьёзного успеха на взрослом международном уровне добился в сезоне 2013 года, когда вошёл в основной состав венгерской национальной сборной и побывал на чемпионате мира в немецком Дуйсбурге, откуда привёз награду бронзового достоинства, выигранную в программе эстафеты 4 × 200 метров совместно с Миклошом Дудашом, Шандором Тоткой и Петером Мольнаром — они уступили лидерство только командам из Польши и России.
В 2014 году Херич выступил на мировом первенстве в Москве и на сей раз завоевал в эстафете золотую медаль, при этом среди его партнёров помимо Дудаша и Тотки был также Бенце Надаш.
На чемпионате мира 2015 года в Милане Давид Херич выступал в паре с Тамашем Шоморацем в зачёте двухместных байдарок на дистанции 500 метров — в итоге они взяли здесь бронзу, уступив в решающем финальном заезде экипажам из Австралии и Испании.